# Озембловский, Юзеф

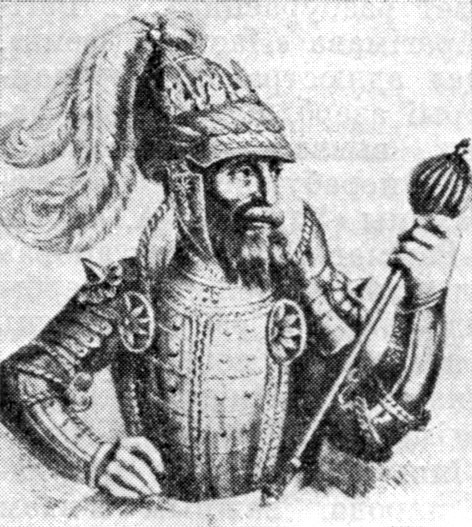
Портрет великого князя Ольгерда работы Ю. Озембловского

Юзеф Озембловский (пол. Józef Oziębłowski, лит. Juozapas Ozemblovskis; 11 мая 1805, Минск — 27 августа 1878, Вильно) — российский художник-график и гравёр польского происхождения.

## Биография
В 1825—1829 гг. изучал математику в Виленском университете, затем занимался там же под руководством профессора живописи Яна Рустема.

## Творчество

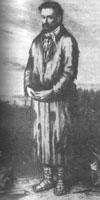
Славянский невольник

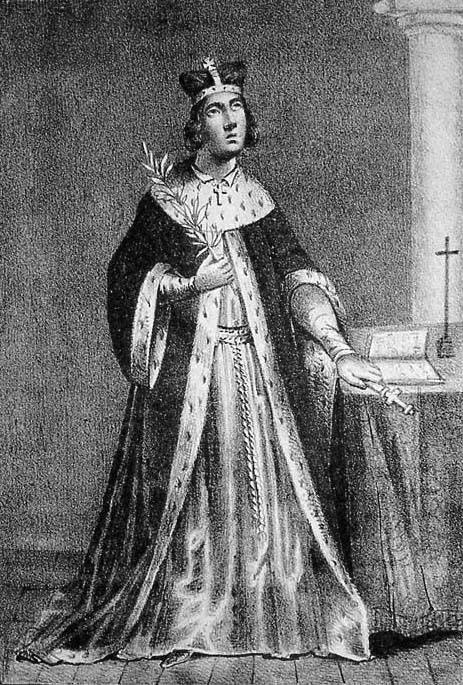
Св. Казимир. Литография Ю. Озембловского

Среди его работ — пейзажи, виды Вильно, малых городов, жанровые зарисовки, портреты великого князя Литовского Ольгерда, польского короля Сигизмунда II Августа и др.
Особое место в творчестве Озембловского занимает литография «Славянский невольник, 1840-е» («Белорусский раб»), которую Адам Мицкевич использовал как иллюстрацию в лекциях о крепостном праве в России (оригинал литографии хранится в музее А. Мицкевича в Париже). Александр Герцен в книге «Крещёная собственность» (1853) писал о ней:

Видели ли вы литографию, изданную А. Мицкевичем и представляющую «Славянского невольника»? Ненависть, смешанная со злобой и стыдом, наполняет моё сердце, когда я гляжу на этот жестокий упрёк, на это «к топорам, братцы», представленное с поразительной верностью. Белорусский мужик, без шапки, обезумевший от страха, нужды и тяжкой работы, руки за поясом, стоит середь поля и как-то косо и безнадежно смотрит вниз. Десять поколений замученных на барщине образовали такого парию, его череп сузился, его рост измельчал, его лицо с детства покрылось морщинами, его рот судорожно скривлен, он отвык от слова. Звериный взгляд его и запуганное выражение показывают, на сколько шагов он пошёл вспять от человека к животным.

Озембловский также основал в Вильне литографскую мастерскую, где иллюстрировали свои книги известные польские писатели Юзеф Крашевский, Теодор Нарбут и др.